# Peixotoa jussieuana
Peixotoa jussieuana là một loài thực vật có hoa trong họ Malpighiaceae. Loài này được Mart. ex A. Juss. mô tả khoa học đầu tiên năm 1840.